# 桃ノ雑派
桃ノ 雑派（ももの ざっぱ、1980年 - ）は、日本のゲームシナリオライター・小説家。小説家としての名義は桃野 雑派（ももの ざっぱ）。京都府生まれ。帝塚山大学大学院法政策研究科世界経済法制専攻修了。2021年に『老虎残夢』で第67回江戸川乱歩賞を受賞し小説家デビュー。

## 作品

### ゲームシナリオ
- 戦極姫WEB（システムソフト・アルファー）[4]
- その古城に勇者砲あり！（2015年12月 ソフトハウスキャラ）
- 天極姫2〜覇権争奪、幻妖の将星〜（2016年3月 unicorn-a Ge-sen18）
- 呪いの魔剣に闇憑き乙女（2017年3月 ソフトハウスキャラ）
- その大樹は魔界を喰らう！（2018年4月 ソフトハウスキャラ）
- 恋はそっと咲く花のように 〜二人は永遠に寄り添っていく〜（2019年3月 ensemble）
- さくらいろ、舞うころに（2019年3月 PULLTOP）
- 巣作りカリンちゃん（2019年12月 KarinProject） - シナリオ補助
- Secret Agent〜騎士学園の忍びなるもの〜（2020年5月 ensemble）
- Secret Agent影華〜shadow flower〜（2021年4月 ensemble）
- 巣作りカリンちゃん -星詠みの神託-（2021年7月 KarinProject） - シナリオ補助
- 黄昏に潜む梟と、明け方の昴（2024年12月 エンターグラム）[5]

### 小説
- 老虎残夢（2021年9月 講談社 / 2024年2月 講談社文庫）
- 星くずの殺人（2023年2月 講談社 / 2025年2月 講談社文庫）
- 蠟燭は燃えているか（2024年4月 講談社）